# アダマンザン

[1^{4}.2^{2}]アダマンザンの構造

ヘキサメチレンテトラミンの構造

アダマンザン（英語:Adamanzane、Adzと略記）は炭素に結合した4つの窒素を含む化合物である（炭素鎖の分岐部が窒素に置き換わったアダマンタンに類似している）。中心の配位子と結合することが多く、窒素は4面6辺をもつ三角錐の頂点を占めており、炭素鎖が辺上に並んでいる。炭素鎖の長さを変えたり脱落させたりすることによって大きさが変わるボウル型やかご型の構造を取りうる。Springborgらによる命名法 (1996)では、これらの化合物は着目した炭素鎖の長さで表せるとしている。例えば、[14.22]adzはIUPAC命名法で1,3,6,8-テトラアザトリシクロ[4.4.1.13,8]-ドデカンのことであり、4つの1炭素鎖と2つの2炭素鎖が窒素を介して結合している化合物である。
36アダマンザンはNa−イオンとH+イオンが共存する"逆水素化ナトリウム"の調製に利用できる。これはアダマンザンがH+をカプセルに入れ、Na−と反応させるために不活性な状態にする能力をもつからである